# Д-5 «Спартаковец»
Д-5 «Спартаковец» — советская дизель-электрическая торпедная подводная лодка, построенная в 1927-1930 годах, пятый корабль серии I, проекта Д — «Декабрист».

## История корабля
Подводная лодка «Спартаковец» была заложена 14 апреля 1927 года под заводским номером 28/193 на стапеле завода № 198 в Николаеве. 12 октября 1930 года лодку спустили на воду, 3 февраля 1931 года подписан приёмный акт, лодка вступила в строй, вошла в состав морских сил Чёрного моря.
За годы войны «Д-5» совершила 16 боевых походов, в том числе 3 транспортных рейса в осаждённый Севастополь. Потопила турецкую парусно-моторную шхуну «Кочибоглу» (176 брт).

## Командиры лодки
- П. Д. Грищенко (февраль—ноябрь 1937)
- В. С. Сурин
- Н. К. Моралев
- И. С. Израйлевич
- И. Я. Трофимов